# Jack Lee (Regisseur)
Jack Lee (* 27. Januar 1913 in Slad, Gloucestershire als Wilfrid John Raymond Lee; † 15. Oktober 2002 in Sydney) war ein britischer Filmregisseur und Drehbuchautor. Bekannt wurde er durch Kinofilme wie Die Schwindlerin, Wettfahrt mit dem Tode, Marsch durch die Hölle, Die Farm der Verfluchten oder Der Luxus-Käpt'n.

## Leben und Werk
Jack Lee, 1913 in dem kleinen Dorf Slad nahe der Stadt Stroud in der englischen Grafschaft Gloucestershire geboren, studierte zuerst Fotografie an der Regent Street Polytechnic. 1938 engagierte man ihn bei GPO Film als Kameramann. Während des Zweiten Weltkriegs entstand so zahlreiches Bildmaterial, das er unter eigener Regie 1942 und 1943 für zwei Kriegsdokumentationen nutzte. Nach dem Krieg knüpfte er 1947 nahtlos an seine 1941 begonnene Laufbahn als Regisseur mit dem Drama Die Schwindlerin in der Besetzung Ursula Jeans, Jean Simmons und Cecil Parker an. 1949 erhielt er für sein Sportlerdrama Wettfahrt mit dem Tode mit Dirk Bogarde in der Hauptrolle die erste von drei BAFTA-Film-Award-Nominierungen in der Kategorie Best British Film. In den 1950er Jahren drehte er unter anderem mit Van Heflin die Kinoproduktion Abenteuer in Algier, 1956 das Kriminaldrama Marsch durch die Hölle mit Virginia McKenna und Peter Finch, 1957 den Abenteuerfilm Die Farm der Verfluchten oder 1959 die Komödie Der Luxus-Käpt'n mit John Gregson, Peggy Cummins und Donald Sinden in den Hauptrollen. Im Jahr 1960 entstand mit dem Kriegsdrama A Circle of Deception mit Bradford Dillman sein letzter in England gedrehter Film.
Im Jahr 1963 wanderte er nach Australien aus. Seine Frau Isabel Kidman, die er noch im selben Jahr heiratete (die Ehe hielt bis zu ihrem Tod 1985), war eine entfernte Verwandte der Schauspielerin Nicole Kidman.
Lee starb am 15. Oktober 2002 im Alter von 89 Jahren in seiner Wahlheimat Sydney.
Jack Lee war der ältere Bruder von Laurie Lee (1914–1997), Autor des Bestseller-Romans Cider With Rosie (deutsch: Des Sommers ganze Fülle).

## Auszeichnungen
- 1949: BAFTA-Film-Award-Nominierung in der Kategorie Best British Film für Wettfahrt mit dem Tode
- 1951: BAFTA-Film-Award-Nominierung in der Kategorie Best British Film für The Wooden Horse
- 1957: BAFTA-Film-Award-Nominierung in der Kategorie Best British Film für Marsch durch die Hölle

## Filmografie (Auswahl)

### Kino
- 1941: The Pilot Is Safe
- 1944: By Sea and Land
- 1947: Die Schwindlerin (The Woman in the Hall)
- 1949: Wettfahrt mit dem Tode (Once a Jolly Swagman)
- 1950: The Wooden Horse
- 1953: Abenteuer in Algier (South of Algiers)
- 1953: Frauen auf Abwegen (Turn the Key Softly)
- 1956: Marsch durch die Hölle (A Town Like Alice)
- 1957: Die Farm der Verfluchten (Robbery Under Arms)
- 1959: Der Luxus-Käpt'n (The Captain's Table)
- 1960: A Circle of Deception

### Kurz- und Dokumentarfilm
- 1942: Ordinary People (Dokumentarkurzfilm)
- 1943: Close Quarters (Dokumentarfilm)
- 1945: The Eighth Plague (Kurzfilm)
- 1947: Children on Trial (Dokumentarfilm)
- 1964: From the Tropics to the Snow (Kurzfilm)